# Blepharicera tenuipes
Blepharicera tenuipes is een muggensoort uit de familie van de Blephariceridae. De wetenschappelijke naam van de soort is voor het eerst geldig gepubliceerd in 1848 door Walker.